# Melodineae
Melodineae es una tribu de plantas de la subfamilia Rauvolfioideae de la familia Apocynaceae. Comprende 8 géneros.

## Géneros
- Craspidospermum -
- Diplorhynchus -
- Dyera -
- Gonioma -
- Kamettia -
- Melodinus -
- Pycnobotrya -
- Stephanostegia